# Beta-talassemia
Beta-talassemias (β-talassemias) ou talassemias beta são um grupo de doenças hereditárias do sangue. Elas são formas de talassemia causada pela redução ou ausência da síntese de cadeias beta da hemoglobina, que pode gerar resultados variados, que vão desde grave anemia para indivíduos clinicamente assintomáticos. Global incidência anual é estimada em um em cada 100.000. Beta talassemias são causadas por mutações no HBB gene no cromossomo 11, herdada de forma autossômica recessiva. A gravidade da doença depende da natureza da mutação.

## Células Afetadas[3]
Na Beta-talassemia as células afetadas são as hemácias também conhecidas popularmente como glóbulos vermelhos. As hemácias facilitam o transporte de oxigênio para os tecidos através dos grandes vasos e microvasculaturas. A membrana celular das hemácias é uma estrutura flexível, constituída por uma bicamada lipídica que contém proteínas integrais. Possuem uma forma discoidal e côncava. Esta forma facilita a passagem da célula pela circulação e auxilia as trocas gasosas através do endotélio capilar. De uma forma mais específica as hemoglobinas que são diretamente prejudicadas, esta proteína é a real responsável por realizar a  troca gasosa sendo uma molécula esférica constituída por 4 subunidades sendo 2 pares de proteínas globinas, em pessoas adultas a hemoglobina A, é formada a partir de um par de cadeias alfa (cada uma contendo 141 aminoácidos) e um par de cadeias beta (contendo 146 aminoácidos cada), sendo representada como Alfa-2 e Beta-2.

## Sinais e sintomas

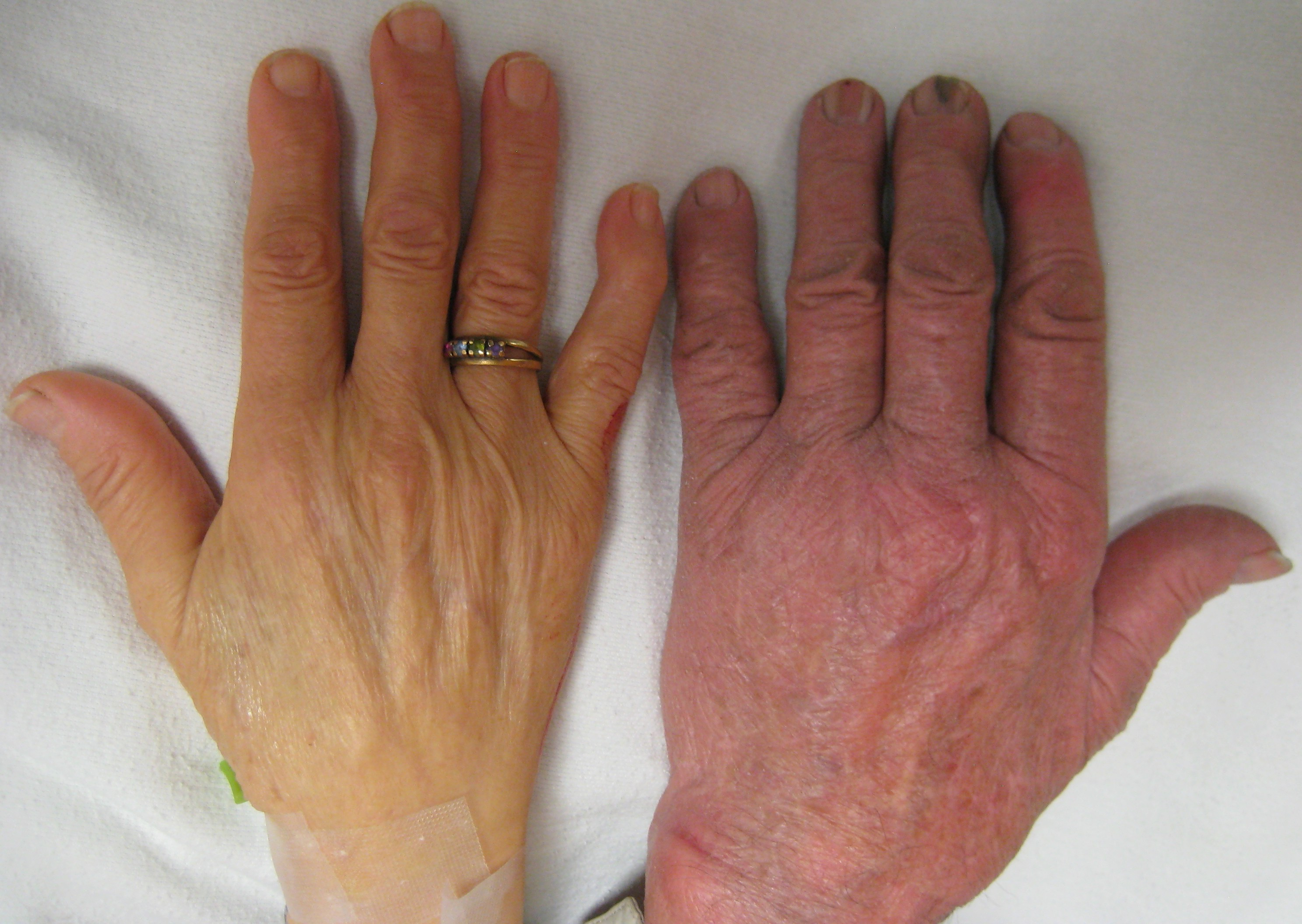
A mão de uma pessoa com anemia grave (à esquerda, usando anel) em comparação a uma normal

Três formas principais têm sido descritos: talassemia maior, talassemia, e talassemia menor. Todas as pessoas com talassemia são suscetíveis a complicações de saúde que envolvem o baço (que é muitas vezes ampliada e removidos com freqüência) e cálculos biliares. Estas complicações são encontrados principalmente nos pacientes com talassemia maior e intermedia. Os indivíduos com talassemia beta maior, geralmente apresentam nos primeiros dois anos de vida, com grave anemia, problemas de crescimento, e as anormalidades esqueléticas durante a infância. Não tratada talassemia maior, eventualmente, leva à morte, geralmente por insuficiência cardíaca; portanto, a triagem no nascimento é muito importante.
O excesso de ferro provoca sérias complicações no fígado, coração e glândulas endócrinas. Grave os sintomas incluem cirrose hepática, fibrose no fígado e, em casos extremos, câncer de fígado. a insuficiência Cardíaca, o crescimento de imparidade, a diabetes e a osteoporose são de risco de vida contribuintes trazidas pelo TM. As principais malformações cardíacas parecem ser resultado de talassemia e da sobrecarga de ferro incluem sistólica ventricular esquerda e disfunção diastólica, hipertensão pulmonar, valveulopathies, arritmias, pericardite. O aumento da absorção gastrointestinal de ferro é visto em todos os tipos de beta-talassemia e aumento de células vermelhas do sangue da destruição do baço devido a eritropoiese ineficaz de lançamentos posteriores adicionais de ferro na corrente sanguínea.
Genética
Na β-talassemia serão afetados os genes HBB que sofrem diversas mutações. Os genes HBB contém as informações genéticas para a produção da hemoglobina beta através do processo de transcrição e tradução genética. Essa mutação leva à produção insuficiente ou ausente da hemoglobina beta, o que resulta em várias formas de beta talassemia. Existem vários tipos de mutações que podem causar a beta-talassemia, mas a mais comum é a mutação pontual do gene HBB, em que ocorre a substituição de um nucleotídeo na sequência do DNA do gene. 
Diagnóstico
O médico poderá solicitar um hemograma, porém,  a confirmação do diagnóstico da beta-talassemia é feita por eletroforese de hemoglobina, cromatografia líquida de alta performance (HPLC). O exame genético é o único que consegue identificar o tipo de mutação.
Consequências
A beta-talassemia pode desencadear insuficiência cardíaca, hematopoiese extramedular, acúmulo de ferro nos tecidos e órgãos.
Predisposição
A beta-talassemia é uma doença autossômica recessiva, desse modo os pais devem ser pelo menos heterozigotos. Nesse caso, os filhos possuem 25% de chance de adquirir os dois genes afetados e, assim, expressar a doença. Há também 50% de possibilidade de que a criança receba apenas um gene afetado de um dos pais, tornando-se assim um heterozigoto (portador) e outros 25% de possibilidade de não obter nenhum gene afetado de nenhum dos pais e, portanto, ser completamente normal e incapaz de transmitir.

## Causa

### Mutações
Dois grandes grupos de mutações podem ser distinguidas:
- Formas de Não Exclusão: Esses defeitos, em geral, envolvem uma única base de substituição ou pequenas inserções perto ou a montante da gene β-globina. Na maioria das vezes, as mutações ocorrem no promotor regiões anteriores dos genes beta-globina. Menos frequentemente, anormal emenda variantes são acreditadas para contribuir para a doença.[11]
- Formas de Exclusão: Eliminações de tamanhos diferentes, envolvendo o gene β da globina produz diferentes síndromes, tais como a síndrome (βs) ou a síndrome hereditária da hemoglobina fetal.[12]

| Nome             | Mais velhos sinônimos | Descrição | Alelos |
| ---------------- | --- | --- | ------ |
| Talassemia menor | Heterozigótico forma: Apenas um dos alelos β-globina carrega uma mutação. Indivíduos que sofrem de anemia microcítica. Detecção envolve geralmente menor do que o normal volume corpuscular médio valor (<80 fL).  | β+/β βs/β |        |
| Talassemia       | Os indivíduos afetados podem muitas vezes não conseguem uma vida normal, mas pode, ocasionalmente, precisam de transfusões, por exemplo, em momentos de doença ou gravidez, dependendo da gravidade da sua anemia. | β+/β+ βs/β+ |        |
| Talassemia maior | Mediterrâneo a anemia; a anemia Cooley | Forma homozigótica: Ocorre quando ambos os alelos têm talassemia mutações. Este é um grave microcítica, hypochromic anemia. Não tratada, causa anemia, esplenomegalia e graves deformidades ósseas. Ele evolui para a morte antes da idade de 20 anos. O tratamento consiste em periódicos de transfusão de sangue; esplenectomia por esplenomegalia e quelação de transfusão relacionados com a sobrecarga de ferro. | βs/βs  |

### Montagem de mRNA

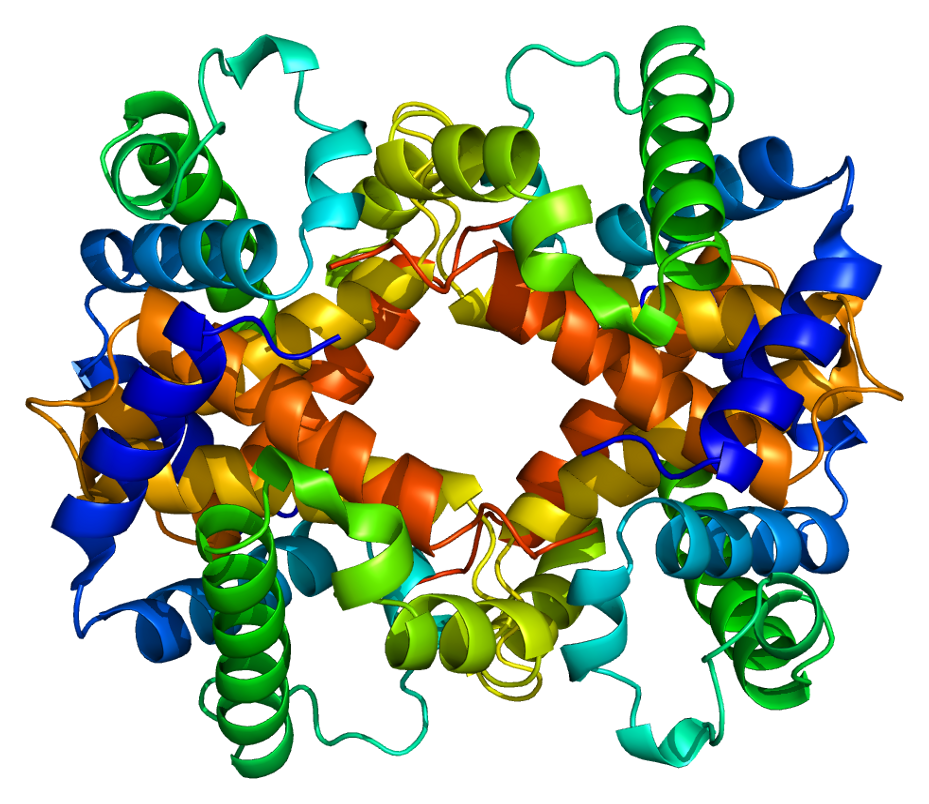
Proteína HBB PDB 1a00: esta é uma saudável da Proteína Globina Beta

Beta talassemia é uma doença hereditária que afetam a hemoglobina. Como cerca de metade de todas as doenças hereditárias, uma mutação herdada danos a montagem do mensageiro do tipo RNA (mRNA), que é transcrita a partir de um cromossomo. O DNA contém ambas, as instruções (genes) para amarrar aminoácidos juntos em proteínas, bem como trechos de DNA que desempenham papéis importantes na regulação produzida no níveis de proteína.

## Fatores de risco
A história da família e descendência são fatores que aumentam o risco de beta-talassemia. Dependendo de sua história familiar, se seus pais ou avós sofriam de talassemia beta, há uma grande probabilidade de que as mutações do gene a ser herdada por um filho. Mesmo se uma criança não tem talassemia beta maior, eles ainda podem ser portador resultando em futura prole ter de talassemia beta. Outro fator de risco é porque de certa ascendência. Beta talassemia ocorre mais freqüentemente em pessoas de origem italiana, grega, Oriente Médio, sul da Ásia, e da ascendência africana.

## Epidemiologia
A forma beta de talassemia é particularmente prevalente entre os povos do Mediterrâneo e geográfico da associação é responsável pela sua nomeação: thalassa (θάλασσα) é no grego a palavra para o mar e haema (αἷμα) é a palavra grega para o sangue. Na Europa, a maior concentração da doença são encontrados na Grécia e o turco regiões costeiras. As principais ilhas do Mediterrâneo (exceto as Baleares), tais como a Sicília, a Sardenha, a Córsega, Chipre, Malta e Creta são fortemente afetadas, em particular. Outros povos da bacia do Mediterrâneo, bem como nas proximidades do Mediterrâneo, também têm altas taxas de incidência, incluindo pessoas do Oeste da Ásia e Norte da África. Os dados indicam que 15% dos gregos e Cipriotas turcos são portadores de genes beta-talassemia, enquanto que 10% da população transportar genes alfa-talassemia.

### Adaptação evolutiva
A talassemia pode conferir um grau de proteção contra a malária, que é ou foi predominante em regiões onde o traço é comum, conferindo uma seletiva vantagem de sobrevivência para os transportadores (conhecido como vantagens de heterozigotos), perpetuando, assim, a mutação. No que diz respeito, vários talassemias semelhantes outro distúrbio genético que afetam a hemoglobina, a doença da célula falciforme.

## Cura
Anunciado em 12 de junho de 2020, resultado de um estudo preliminar, mostra que o CRISPR fornece 'cura funcional' para pacientes com talassemia beta e doença falciforme. Embora os três pacientes tenham experimentado alguns efeitos adversos devido à quimioterapia, a edição do gene CRISPR parece segura.
Tratamento
O tratamento pode ser realizado pelo Transplante de Medula Óssea (TMO) que desempenha a função de estimular a produção de células saudáveis. A terapia gênica também poderá ser utilizada, é um tratamento novo com o intuito de substituir o gene afetado por um saudável no DNA do paciente.

## Leitura complementar
- Cao, Antonio; Galanello, Renzo. «Beta-Thalassemia». GeneReviews. [S.l.: s.n.] PMID 20301599
- «In vivo correction of anaemia in β-thalassemic mice by γPNA-mediated gene editing with nanoparticle delivery». Nature Communications. 7. Bibcode:2016NatCo...713304B. ISSN 2041-1723. PMC 5095181. PMID 27782131. doi:10.1038/ncomms13304